# みずきの花匂うとき
『みずきの花匂うとき』（みずきのはなにおうとき）は、1978年9月25日から同年12月25日までテレビ朝日系列の「ポーラ名作劇場」枠で放映されたテレビドラマ。全14回。

## 概要・あらすじ
高杉工機に勤務するベテラン秘書の野村睦子は、恋人の平井を友人の加津子に取られたこともあって、仕事に一途になって働くといった日々を送っていた。そんな矢先、常務の高杉晃一郎から「自分の後妻に」と望まれた。晃一郎は妻に先立たれていた。そして、晃一郎は近い将来、高杉工業の二代目社長の椅子が約束されていた。そして睦子はこの望みを受け入れて晃一郎との結婚を決意。挙式を終えた後、睦子は自分の荷物を高杉家に運んで家族に顔を合わせた。晃一郎の母のたきは気前良く睦子を迎え入れ、晃一郎の息子の紘一もうれしそうに荷物運びを手伝った。しかし睦子は、高杉家のお手伝いの由加の刺すような視線が気にかかった。その帰り道で睦子は伊沢英介に出会った。英介はたきとは遠縁という関係だが、身寄りが無かったことで高杉家に引き取られていた。そして大学卒業後に高杉工機に入社し、優秀なエンジニアとして勤務している。英介には睦子も密かな思惑を寄せていたが、一方で英介の大学時代の学友の和美も思いを寄せていたが本心は見せないでいた。
睦子は結婚式は軽井沢の教会で晃一郎と二人だけで挙げた。その教会の庭で、睦子は自分の大好きな花みずきを見つけた。その当日の夜、晃一郎は先妻の死因が自殺だったことを打ち明けた。
高杉家の後妻となった睦子がその困難を乗り越え、自ら前妻の影を払拭して本当の妻そして母の座を得るその様子を、夫婦や嫁・姑などの人間関係、家庭の事情と人間のエゴイズム、不毛の愛や青春などのあらゆるテーマを織り込みながら描いた。

## 出演
- 野村睦子：若尾文子
- 高杉晃一郎：二谷英明
- 伊沢英介：田村正和
- 高杉たき：木暮実千代
- 高杉紘一：高野浩之
- 由加：坂口良子
- 平井：竜崎勝
- 和美：中田喜子
- 加津子：吉野佳子
- 山口果林
- 大森暁美
- 須山（業界紙記者）：鹿内タカシ→橋爪功[注釈 1]
- 工藤：渥美国泰
- 睦子の兄：塚本信夫
- 邦子（晃一郎の先妻）：小山明子

## スタッフ
- プロデューサー：千野栄彦
- 脚本：石松愛弘（全話担当）
- 演出：久野浩平（全話担当）
- 制作：テレビ朝日

## 主題歌
- 「想い出をふりかえらずに」　歌：西島三重子
  - 作詞：竜真知子／作曲：西島三重子／編曲：若草恵